# Mount Wrangell
Der Mount Wrangell ist ein Vulkan im Südosten des US-Bundesstaates Alaska unweit des kanadischen Territoriums Yukon. Der 4317 m hohe Berg liegt in den Wrangell Mountains.
Wrangell ist der einzige Vulkan im Wrangell Volcanic Belt („Wrangell-Vulkan-Gürtel“), der historisch erfasste Eruptionen hatte, hauptsächlich kleine Rauch- und Ascheexplosionen. Die Menge geothermischer Hitze, die der Vulkan ausstrahlt, ist seit den 1950er-Jahren gestiegen, was die Möglichkeit einer zukünftigen Eruption erhöht.